# Podróże (miesięcznik)
Podróże – polski miesięcznik o podróżach wydawany od lipca 1998 roku do maja 2020 roku. Premierowy numer ukazał się wyjątkowo na dwa miesiące (nr 1-2, lipiec-sierpień 1998) Od lipca 1998 do października 2008 wychodził jako magazyn turystyczny, a od listopada 2008 do marca 2012 z podtytułem – przewodnik po nowym stylu życia.
Początkowo wydawcą magazynu były Zjednoczone Przedsiębiorstwa Rozrywkowe S.A. (następnie ZPR Express Sp. z o.o.). Od stycznia 2002 (nr 43) wydawcą był Murator SA.
Siedziba redakcji mieściła się w Warszawie w zabytkowym Pałacu Prymasowskim przy ul. Senatorskiej 13/15 na Starówce. Z chwilą przejęcia miesięcznika przez wydawnictwo Murator S.A. redakcja przeniosła się do budynku przy ul. Kamionkowskiej 45, a następnie do siedziby Muratora S.A. przy ul. Dęblińskiej 6.
W kwietniu 2020 roku spółka zdecydowała się zawiesić wydawanie miesięcznika.

## Nagrody
- 2002 – GRAND FRONT 2002 – II nagroda za okładkę nr 5/2002 w kategorii czasopisma monotematyczne
- 2007 – Konkurs Projektowania Prasowego Chimera – Brązowa Chimera w kategorii: nowa szata
- 2007 – GRAND FRONT 2007 – wyróżnienie w kat. czasopisma hobbystyczne za okładkę nr 3/2007
- 2009 – Konkurs Projektowania Prasowego Chimera – Brązowa Chimera w kategorii magazyny BTOC - fotografia
- 2011 – WEBSTARFESTIVAL – Festiwal Stron Internetowych – Strona roku 2011: Podróże i turystyka[3]

## Redaktorzy naczelni
- Danuta Zdanowicz (1998–1999)
- Jolanta Zdanowska (2000–2002)
- Zygmunt Stępiński (2002)
- Piotr Wierzbowski (2002–2006)
- Bożena Makowska (2006–2008)
- Philip Niedenthal (2008–2012)
- Joanna Szyndler (2012–2020)[2]

## Stałe działy
- Miniprzewodnik Europa
- Zbliżenia (fotoreportaż)
- Orientuj się (wieści z e-świata, bagaż podręczny, kulturalnie, biura podróży)
- TOP 5
- Miniprzewodnik Polska
- Z pierwszej ręki
- Podróże z dziećmi
- Cel (temat numeru)
- Polska
- Porady
- Wyprawa
- Zaklęte rewiry
- Aktywnie
- Siła tradycji
- Miasto tropem mieszkańców
- Wasze wyprawy
- Felieton Moniki Witkowskiej – Z pamiętnika globtroterki

## Podróżnik Roku
W latach 2000–2008 (z przerwą w 2002 roku) redakcja prowadziła konkurs „Podróżnik Roku”. Początkowo Kapituła Konkursu wyłaniała laureatów w kategoriach; Polska, Europa, Świat. W VI i VII edycji – Podróżnik Roku 2006 i Podróżnik Roku 2007 kandydaci rywalizowali w nowych kategoriach: Pomysł Roku (podróż do 2000 zł), Inspiracja Roku (podróż od 2000 zł do 5000 zł) i Marzenie Roku (podróż powyżej 5000 zł).

## Podróże polecają
Od 2005 roku (zwykle trzy-cztery razy w roku) ukazywały się wydania specjalne poświęcone danemu krajowi lub regionowi pod tytułem: Podróże Polecają. Pierwszy numer był poświęcony Turcji i wydany pod nazwą "Podróże Polecają Turcja".
Na uczczenie dwudziestolecia magazynu "Podróże" ukazał się numer specjalny "Podróże Ekstra, 20 lat".